# Partido Democrático (Chile)
El Partido Democrático (PD) fue un partido político chileno fundado el 20 de septiembre de 1932 que representó los intereses de los trabajadores. Fue creado con una orientación de centroizquierda, a diferencia de la de centroderecha del tradicional Partido Demócrata, del que se separó.

## Historia

### Antecedentes y separación

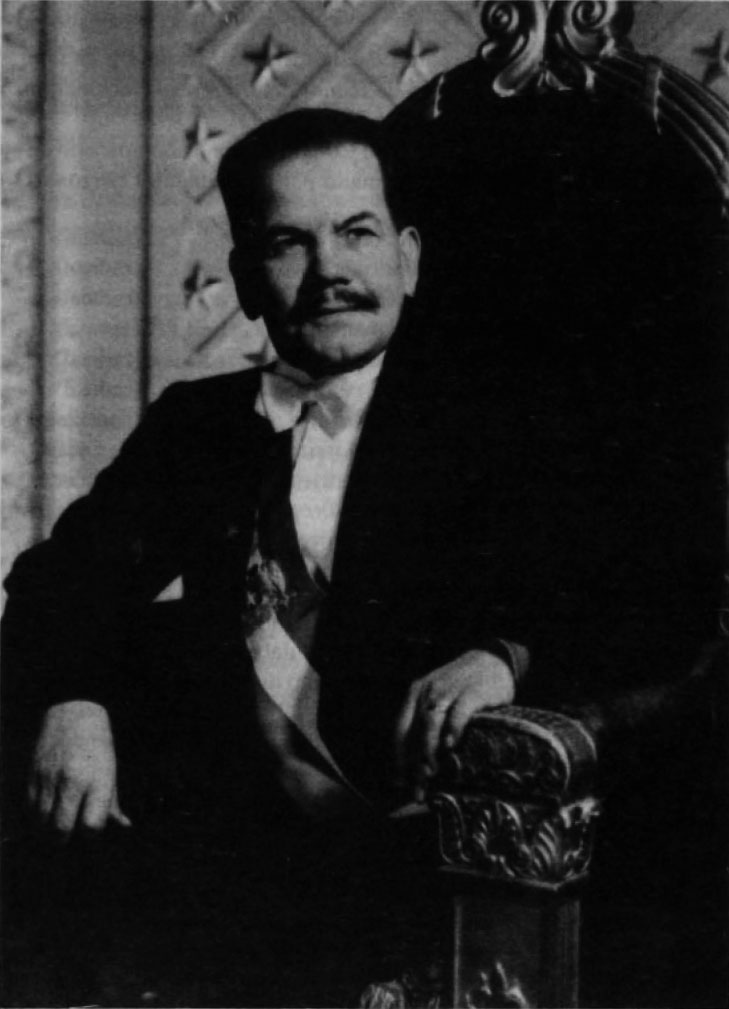
Pedro Aguirre Cerda fue el candidato presidencial del Partido Radical en 1938.

Los antecedentes de este partido provienen del año 1887, cuando un grupo de militantes del Partido Radical decidió retirarse de la colectividad ante la, según ellos, poca preocupación por los problemas sociales que vivían los trabajadores a fines del siglo XIX. Entre los fundadores del partido se encontraba Malaquías Concha Ortiz, que años más tarde se transformaría en senador. Otros militantes destacados fueron Ángel Guarello, Antonio Poupin Negrete y Artemio Gutiérrez.
En la Convención Nacional de 1895, el partido decidió romper su aislamiento político y entrar en coalición con otros movimientos en la llamada Alianza Liberal. Dicha decisión marcó el rumbo de la colectividad y generó la aparición de diferentes tendencias en su interior.   
En 1932, y tras la irrupción y posterior caída de la República Socialista, los partidos políticos regresaron para retomar su organización habitual. En ese contexto, la Convención Nacional decidió no involucrarse en "gobiernos revolucionarios" y criticó la inclusión del partido en anteriores administraciones de facto, censurando a la mesa encabezada por Miguel Chamorro. 
El grupo encabezado por Chamorro se había mostrado entusiasmado con el proceso revolucionario socialista, y por lo mismo, no acató las resoluciones de la Convención, formando un Directorio Doctrinario que dio nacimiento el 20 de septiembre al Partido Democrático. El nuevo partido proclamó, de manera separada a los Demócratas, la candidatura presidencial de Arturo Alessandri.

### Fusión con el Partido Demócrata
El Partido Democrático y el Partido Demócrata tuvieron algunos intentos de reunificación posterior a su quiebre en 1932. Un poco antes de la asunción de Alessandri al poder, ambas facciones se reunieron en una Convención en Talcahuano, donde no llegaron a ningún acuerdo. Aun así, ambos sectores se reunificaron brevemente entre julio de 1933 y enero de 1934, lo que concluyó cuando el grupo centroderechista decidió apoyar y entrar definitivamente al gobierno.
El sector Democrático se transformó en opositor a Alessandri e intentó acercarse a conglomerados de corte progresista como el nuevo Partido Socialista, el Partido Radical Socialista y la Izquierda Comunista. La alianza entre estos entes se consolidó con la formación del "Block de Izquierda" en 1934.
En 1937, el Partido Democrático se unió al Frente Popular y al año siguiente entregó su apoyo al candidato presidencial Pedro Aguirre Cerda, quien logró una ajustada victoria ante el liberal Gustavo Ross, que a su vez era apoyado por el Partido Demócrata. Tras el triunfo electoral, la colectividad ingresó al gobierno y tuvo a Raúl Puga Monsalve como ministro de Justicia y a Antonio Poupin Gray y Juan Pradenas Muñoz como ministros del Trabajo, además de conseguir algunos puestos diplomáticos.
El año 1941 se fusionó con el Partido Demócrata, lo que significó la desaparición del conglomerado nacido en 1887. A pesar de esto, el Partido Democrático siguió siendo considerado como el continuador del movimiento político creado por Malaquías Concha. En esta nueva reunificación convivieron posturas ideológicas de centroderecha e izquierda, las que se dividieron y unieron en varias oportunidades. Para la elección presidencial de 1942 apoyó al candidato Juan Antonio Ríos, que venció holgadamente a Carlos Ibáñez del Campo. En los comicios de 1946 fue uno de los partidos que respaldó a Gabriel González Videla.

### Elección presidencial de 1952
Tras su participación en los gobiernos radicales, el partido nuevamente se dividió en dos facciones. Esta vez, la diferencia apareció por los apoyos a la Ley de Defensa Permanente de la Democracia promovida por el presidente Gabriel González Videla en 1948, la que limitaba la participación política del Partido Comunista. Estos grupos también respaldaron a distintos candidatos en las elecciones presidenciales de 1952. Mientras que sector que votó a favor de la ley decidió respaldar al radical Pedro Enrique Alfonso, el contrario a ella se plegó a la candidatura del expresidente Carlos Ibáñez del Campo. 
Esta división derivó en el nacimiento del Partido Democrático del Pueblo, que apoyó a Ibáñez, y el Partido Democrático de Chile, que trabajó para Alfonso. A mediados de la década de 1950, el Partido Democrático del Pueblo decidió abandonar el ibañismo y unirse en un pacto de izquierda con el Partido Socialista Popular.  
En 1956, tanto el Partido Democrático del Pueblo como el Partido Democrático de Chile se volvieron a reunir en el restituido "Partido Democrático", ingresando al Frente de Acción Popular y respaldando la candidatura presidencial del socialista Salvador Allende en 1958. Posteriormente, en septiembre de 1960, se fusionó con el Partido Socialista Democrático, con una pequeña facción del Partido Radical Doctrinario y con un sector izquierdista del Partido Nacional Popular en el Partido Democrático Nacional (Padena).
De forma posterior se creó un partido con el nombre Democrático —conformado por una facción que no participó en la formación del Padena— que se presentó en las elecciones parlamentarias de 1961 y 1965, donde consiguió pobres resultados.

## Resultados electorales

### Elecciones parlamentarias
|  | 7,33 % |

|  | 4,26 % |

|  | 5,54 % |

|  | 4,73 % |

|  | 0,44 % |

|  | 3,69 % |

### Elecciones municipales
|  | 5,97 % |

|  | 2,42 % |

|  | 5,39 % |

|  | 9,30 % |

|  | 4,50 % |

|  | 4,72 % |

|  | 2,19 % |